# Danica Radojčić

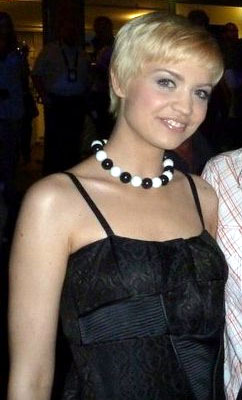
Danica Radojčić (2012)

Danica Radojčić (kyrillisch: Даница Радојчић; * 27. Mai 1989 in Belgrad), besser bekannt unter ihrem Künstlernamen Nina (Нина) bzw. N.I.N.A, ist eine serbische Sängerin. Sie vertrat ihr Heimatland beim Eurovision Song Contest 2011 in Düsseldorf.

## Leben
Danica Radojčić wurde 1989 im damaligen Jugoslawien geboren. Sie besuchte ab dem sechsten Lebensjahr die Musikschule Vatroslav Lisinski in Belgrad und wurde im Klavierspiel und Gesang unterrichtet. Parallel zur Musikschule besuchte Radojčić eine Oberschule und beendete die Schulausbildung mit Auszeichnung. Gegenwärtig studiert sie Pharmazie in Belgrad.
Erste öffentliche Auftritte absolvierte Radojčić als Mitglied von Kinderchören und nahm auch erfolgreich an Gesangswettbewerben wie Zlatna sirena (deutsch: „Goldene Meerjungfrau“) teil. Mehrere Male gewann sie den FEDEMUS-Wettbewerb in Gesang und Komposition. Weitere Erfahrung sammelte sie ab 2003 mit der Teilnahme an verschiedenen regionalen Musikfestivals wie beispielsweise in Rožaje, Banja Luka sowie dem englischen Coventy Peace Month und dem bulgarischen Srebrna Jantra-Festival, das sie gewann.
In ihrem Heimatland sehr bekannt wurde Radojčić im Jahr 2011 durch die Teilnahme am serbischen Vorentscheid zum Eurovision Song Contest (Pesma za Evropu). Die serbische Sängerin und Komponistin Kristina Kovač hatte sie auf dem Videoportal YouTube entdeckt und lud sie ein, ihren Popsong Čaroban (deutsch: „Magisch“) zu interpretieren. Im Finale am 26. Februar 2011 trat Radojčić unter dem Künstlernamen Nina an und gewann das Televoting mit großem Vorsprung vor Kovač’ Schwester Aleksandra, die die Ballade Idemo dalje vortrug. Auf Platz drei landete die Formation The Breeze, die mit Ring Ring Ring, einer Komposition von Kovač’ Vater Kornelije Kovač antrat. Durch ihren Sieg vertrat Radojčić Serbien beim 56. Eurovision Song Contest am 10. Mai 2011 in Düsseldorf im ersten Halbfinale, wo ihr der Einzug in das vier Tage später stattfindende Finale gelang. Dort belegten sie beim Sieg des aserbaidschanischen Duos Ell und Nikki den 14. Platz. Im Vorfeld hatte Radojčić auch eine englischsprachige Version des Titels (Magical) aufgenommen.
Am 24. Oktober 2011 war Nina zu Gast bei Misija Evrovizija, dem slowenischen Vorentscheid für den Eurovision Song Contest 2012, wo sie ihren Song Čaroban noch einmal darbot und zum Schluss auch noch im Duett mit Maja Keuc, I’m Outta Love von Anastacia, sang. Außerdem trug sie ihren Song Čaroban am 19. Februar 2012 in der kroatischen Vorentscheidung zum Eurovision Song Contest 2012, der Dora, noch einmal vor.
Zu ihren Lieblingsmusikern zählt Radojčić die britische Band Muse und die Sängerin Duffy. Seit Februar 2010 ist sie Frontfrau der Popband Sex Legal Department.

## Diskografie
Singles
- 2011: Čaroban